# ثروت الحسن
الأميرة ثروت الحسن (24 يوليو 1947 -) أميرة أردنية وزوجة الأمير الحسن بن طلال ولي عهد الأردن السابق  ولدت في كلكتا. يعود نسبها إلى عائلة بارزة من شبه القارة الهندية. 

## عن حياتها
هي الابنة الصغرى للسير محمد إكرام الله والبيجوم شيستا وردي إكرام الله، كان والدها برتبة ضابط سابق في الخدمة المدنية الهندية والمفوض السامي لدى بلاط سانت جيمس وأول وزير خارجية لحكومة باكستان وسفيرًا لبلاده إلى فرنسا والبرتغال ورئيس اللجنة الاقتصادية للكومنولث، بينما كانت والدتها رئيسة لوفد باكستان في الأمم المتحدة عام 1957، وسفيرة لباكستان في المغرب لمدة ثلاث سنوات، كما كانت إحدى أول امراتين عضوين في البرلمان الباكستاني. تم تفويضها عدة مرات إلى الأمم المتحدة.
تلقت الأميرة ثروت الحسن تعليمها في باكستان وكندا وفرنسا والمملكة المتحدة، وتجيد اللغات الإنجليزية والعربية والفرنسية والأوردية. وهي تحمل درجة الدكتوراة في القانون، من جامعة نيو برونزويك في كندا، كما نالت مؤخراً درجة الدكتوراة في التربية من جامعة باث.

## اهتماماتها وأنشطتها
بدأت الأميرة ثروت واستمرت في دعم مختلف المشاريع والأنشطة في الأردن، وخاصة في مجال التعليم لأكثر من 40 عاماً. وتم تعيينها راعيةً لجمعية الشابات المسلمات عام 1972. وفي عام 1974، قامت بإنشاء جمعية الشابات المسلمات لرعاية وتعليم الأشخاص ذوي الإعاقات الذهنية، . كما أسست كلية الأميرة ثروت المجتمعية في عام 1980، مرة أخرى تحت مظلة جمعية الشابات المسلمات، بهدف تقديم الدعم المادي للشابات المتعثرات مالياً بالإضافة إلى تعليمهنّ المهارات المهنية اللازمة لكسب العيش المستقل. كما قامت بتأسيس المركز الوطني لصعوبات التعلم الذي يعتبر مشروعاً آخراً تطور إلى برنامج وطني منذ إنشائه في الكلية في عام 1993 ويعمل كمرفق إقليمي.
كما أسست مدرسة البكالوريا - عمان في عام 1981 ولازالت في رئاسة مجلس الأمناء الخاص بها. حيث تقدم هذه المدرسة تعليماً على أعلى المستويات العالمية، وهي أول مدرسة تقدم البكالوريا الدولية في المنطقة. وقد تم اعتماد العديد من البرامج التي تم تطويرها داخل المدرسة مثل جائزة الحسن للشباب على الصعيد الوطني. كما عملت أيضاً في مجلس تأسيس مؤسسة البكالوريا الدولية لسنوات عديدة، وحافظت على علاقات وثيقة مع البكالوريا الدولية (IB)، وقتمت بافتتاح مركز الامتحانات الجديد للبكالوريا الدولية في كارديف في عام 2014.
كما أنشأت لجنة الاختيار الوطنية للكليات العالمية الأردنية المتحدة في عام 1981. وشغلت ولعدة سنوات منصب عضو في الخدمات التطوعية الخارجية (VSO) المعتمدة على المجلس الدولي للمملكة المتحدة، وشغلت كذلك عضواً في مجلس الصندوق الدولي لتعزيز الثقافة – اليونسكو.

## الأوسمة والجوائز
تحمل الأميرة ثروت وسام النهضة المرصع بالجواهر وهو أرفع وسام في الأردن، فضلاً عن الأوسمة وميداليات الشرف التي منحت لها من قبل العديد من الدول الأخرى. 

## زواجها وأسرتها
تزوجت من الأمير الحسن بن طلال في كراتشي في 28 أغسطس 1968، ورزقا بأربعة أبناء : 
- الأميرة رحمة (13 أغسطس 1969).
- الأميرة سمية (14 مايو 1971).
- الأميرة بديعة (23 مارس 1974).
- الأمير راشد (20 مايو 1979).